# هنری توماس (بوکسور)
هنری توماس (انگلیسی: Henry Thomas; ۱ ژوئیهٔ ۱۸۸۸ – ۱۳ ژانویهٔ ۱۹۶۳) بوکسور اهل بریتانیا بود.